# Morcego-arborícola-gigante
Nyctalus lasiopterus é uma espécie de morcego da família Vespertilionidae. Pode ser encontrado no sul e centro da Europa, Norte da África, Cáucaso e Ásia Menor.